# Сале Сан Джовани
Са̀ле Сан Джова̀ни (на италиански: Sale San Giovanni; на пиемонтски: Sale San Gioann, Сале Сан Джоан) е село и община в Северна Италия, провинция Кунео, регион Пиемонт. Разположено е на 615 m надморска височина. Населението на общината е 180 души (към 2010 г.).